# Bryantown (Maryland)
Bryantown es un lugar designado por el censo (en inglés, census-designated place, CDP) ubicado en el condado de Charles, Maryland, Estados Unidos. Según el censo de 2020, tiene una población de 653 habitantes.

## Geografía
La localidad está ubicada en las coordenadas 38°32′56″N 76°50′32″O / 38.54889, -76.84222. Según la Oficina del Censo de los Estados Unidos, Bryantown tiene una superficie de 10.73 km² de tierra y 0.004 km² de agua.

## Demografía
Según el censo de 2020, hay 653 personas residiendo en Bryantown. La densidad de población es de 61 hab./km². El 69.53% de los habitantes son blancos, el 21.75% son afroamericanos, el 0.46% son amerindios, el 0.46% son asiáticos, el 1.99% son de otras razas y el 5.82% son de una mezcla de razas. Del total de la población, el 3.37% son hispanos o latinos de cualquier raza.